# Via da qui (Delta V)
Via da qui è una canzone dei Delta V, secondo e ultimo singolo tratto dall'album Le cose cambiano.

## Video musicale
Il videoclip associato al singolo, che mostra una storia legata ad una truffa assicurativa (i protagonisti fingono di essere morti in mare), è girato nel porticciolo di  Camogli e in via Garibaldi a Genova.

## Tracce
1. Via da qui (Radio edit)
2. Respiro
3. Via da qui (Remix)